# 蒙古國—土耳其關係

蒙古—土耳其關係，泛指蒙古國和土耳其共和國之間的關係。目前兩國在雙方首都均互設有大使館。

## 歷史
蒙古人和土耳其人建立了牢固的關係。儘管民族不同，但兩個民族整體都是遊牧民族，文化聯盟逐漸演變成聯盟與衝突並存的狀態。 匈奴人被認為是現代蒙古人和突厥人的祖先。 突厥人和蒙古人都將自己視為遊牧戰士，長期以來，他們結盟，以試圖保護自己的文化和邊界。

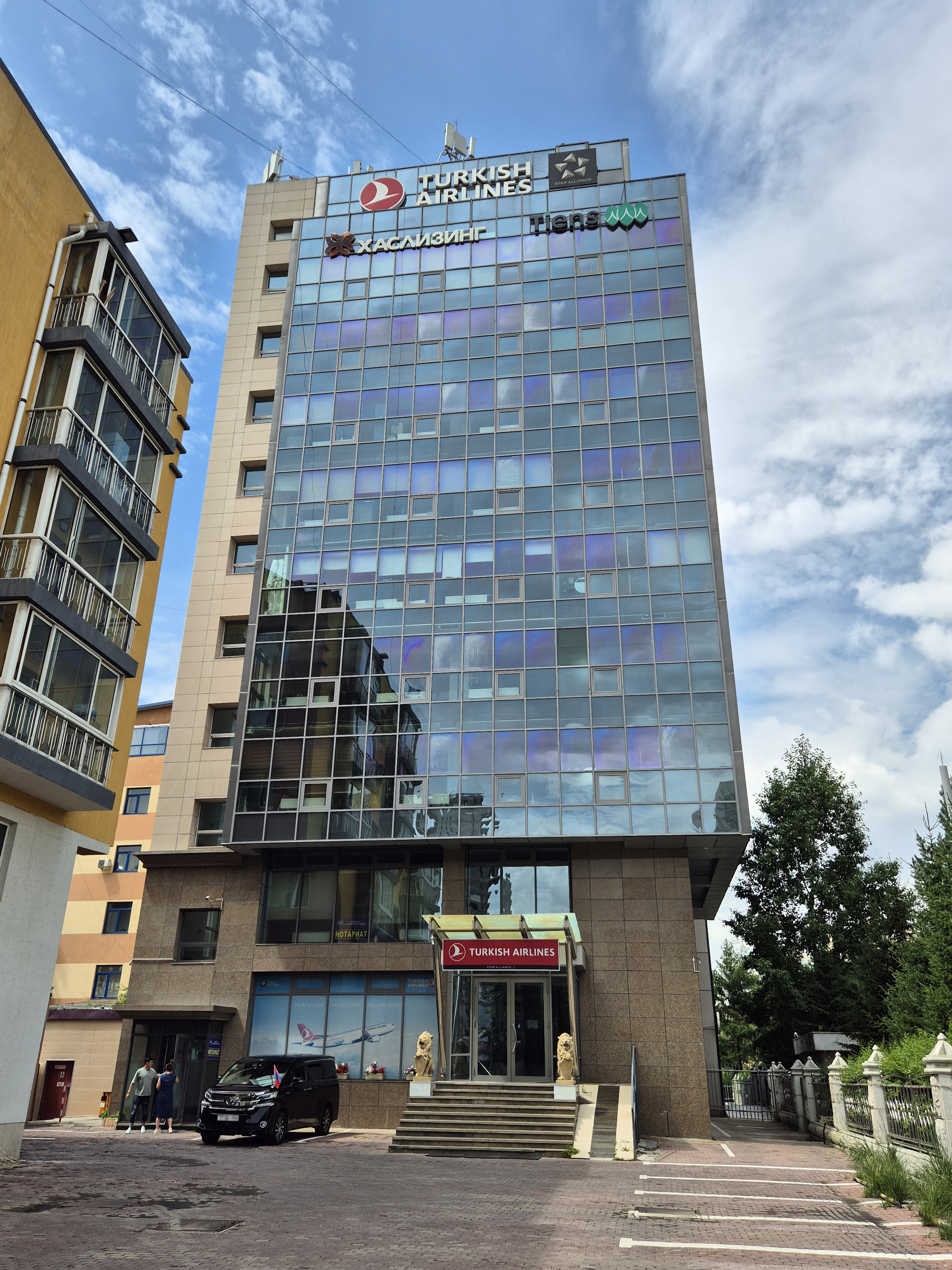
位於烏蘭巴托的土耳其航空辦事處

土耳其和蒙古於1969年建立邦交，當時蒙古還是一個共產主義國家。兩國之間的友好關係在 2019 年的一場儀式上得到了體現，當時土耳其駐蒙古大使艾哈邁德·亞扎爾 宣布：“我們的歷史、文化和社會關係可以追溯到 2000 年前。我們可以做很多事情來確保這種友誼能夠繼續下去”，並補充說土耳其永遠是蒙古的第三鄰國。
此外，土耳其和蒙古也深化了合作，涵蓋教育、經濟援助以及了解兩國古老關係的歷史承諾。